# Acuity Brands
Acuity Brands, Inc., (NYSE: AYI), är ett amerikanskt tillverkningsföretag som designar, tillverkar och levererar bland annat belysningsarmaturer, komponenter, belysnings– och dagsljuskontroller för både inom– och utomhus till privata–, kommersiella– och myndighetskunder.